# 功力金二郎
功力 金二郎（くぬぎ きんじろう、1903年2月20日 - 1975年12月19日)は、日本の数学者。専門は集合論、位相空間論、関数論で、特に複素関数論。

## 経歴
山梨県韮崎市神山町武田出身。旧制甲府中学、松本高等学校 (旧制)を経て、1926年東京帝国大学理学部数学科卒業、旧制東京高等学校教授となる。1927年に北海道帝国大学への1930年理学部設置が決まり、数学関係の創立委員となった師の吉江琢児の指名により教授候補者の１人として内定したのは東京帝国大学卒業後１年余であった。
北海道帝国大学理学部数学科開講までの準備期間３年の内、教授候補者は約２年間を海外留学することとなっており、1928年3月よりフランスに留学、パリ大学のモーリス・ルネ・フレシェに師事し、Docteur ès Science(フランス政府理学博士号）を取得、1930年9月に帰国。年齢が若すぎるため、就任当初は助教授であったが、1932年教授に昇任。抽象空間論、ポテンシャル論などの分野で著しい研究成果をあげ、1939年に学士院賞を受賞し、同年に学術研究会議会員となった。
1940年理学博士の学位を受け、1949年には日本学士院会員となった。
1949年大阪大学理学部数学科に移り、1963年3月に定年退官したのちも、創成期の大阪大学基礎工学部数理教室の教授を務め
、さらに京都産業大学や東京理科大学(理工学部)の非常勤講師を務めて1975年12月に亡くなった。
専門は集合論、位相空間論、関数論で、学究の人であった。
大阪大学時代の指導学生に岡野初男、飯野理一がいる。

## 業績
1939年「抽象空間の研究」により帝国学士院賞受賞。Arne Beurlingとの共同研究による「功力-ブールリングの定理（Beurling - Kunugi theorem）」でも知られる。学位論文「ぼれる及解析集合論ヘノ寄与」で解析集合論を発展させ、次いで複素関数論を研究、ラース・ヴァレリアン・アールフォルスの幾何学的理論を拡張した。

## 著作

### 主著
- 『抽象空間論』 1巻、岩波書店〈岩波講座 数学 V. 解析学特殊項目〉、1933年。NDLJP:1258602。 2巻、1934年。NDLJP:1258605。 3巻、1934年。NDLJP:1258606。 4巻、1935年。NDLJP:1258611。
- 『解析学要論』弘文堂〈数学双書 2〉、1951年。NDLJP:1370766。
- 『積分論』共立出版〈基礎数学講座 特別科目7〉、1956年。NDLJP:1382922。
- 『実函数論および積分論』共立出版〈現代数学講座 11-A〉、1957年。NDLJP:1380978。
- 『複素函数論』岩波書店〈岩波講座 現代応用数学 A.7.1〉、1958年。NDLJP:2424617。〈岩波講座 現代応用数学 A.7.2〉1958年。NDLJP:2424618。

### 翻訳
- 『物理数学の方程式』 1巻、С.Л.ソボレフ著、井関清志、麦林布道、西田俊夫と共訳、共立出版、1962年。NDLJP:1379079。 2巻。NDLJP:1379559。
- 『超関数論入門』 1巻、И.М.ゲリファンド、Г.Е.シーロフ著、井関清志、麦林布道と共訳、共立出版、1963年。NDLJP:1379969。 2巻、1964年。NDLJP:2422112。
- 『関数解析入門』 1巻、M.A.ナイマルク著、井関清志、笠原章郎と共訳、共立出版、1964年。NDLJP:1380672。 2巻、1965年。NDLJP:1380646。
- 『超限集合論』G.カントル著、村田全と訳・解説、共立出版〈現代数学の系譜 8〉、1979年。NDLJP:12608434。

### その他
- 『線形代数学』南右内と共著、芸林書房、1969年。NDLJP:12623776。
- 『微分積分学』南右内と共著、芸林書房、1971年。NDLJP:12623247。